# Hipolit Śliwiński

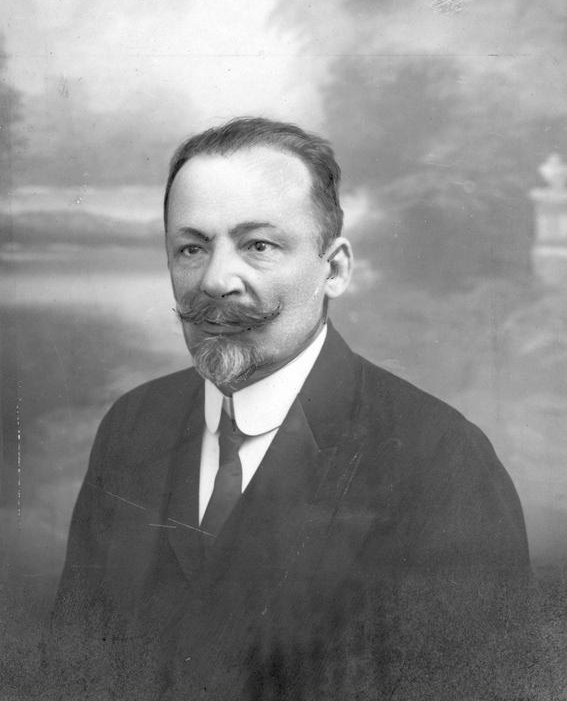
Hipolit Śliwiński

Hipolit Śliwiński (* 8. August 1866 in Gródek; † 11. Juni 1932 in Lwów) war ein polnischer Architekt, Nationalaktivist und Politiker sowie Abgeordneter des Österreichischen Abgeordnetenhauses und des Sejm.
Vor dem Ersten Weltkrieg gehörte Śliwiński unter anderem zum Schützenverband „Strzelec“ und schloss sich der Freimaurerei an, ab 1901 war er der Verleger der Zeitung „Wiek Nowy“. Er wurde im Jahre 1911 Abgeordneter zum Österreichischen Abgeordnetenhaus als Vertreter des Wahlbezirks Galizien 1. In den Jahren 1919 bis 1927 war er Abgeordneter des Sejm. Er wurde auf dem Lytschakiwski-Friedhof beigesetzt.